# Bugarach
Bugarach – miejscowość i gmina we Francji, w regionie Oksytania, w departamencie Aude.
Według danych na rok 1990 gminę zamieszkiwały 153 osoby, a gęstość zaludnienia wynosiła 6 osób/km² (wśród 1545 gmin Langwedocji-Roussillon Bugarach plasuje się na 752. miejscu pod względem liczby ludności, natomiast pod względem powierzchni na miejscu 268.).

## Zabytki
Zabytki w miejscowości posiadające status Monument historique:
- zamek w Bugarach